# Daniel Willington

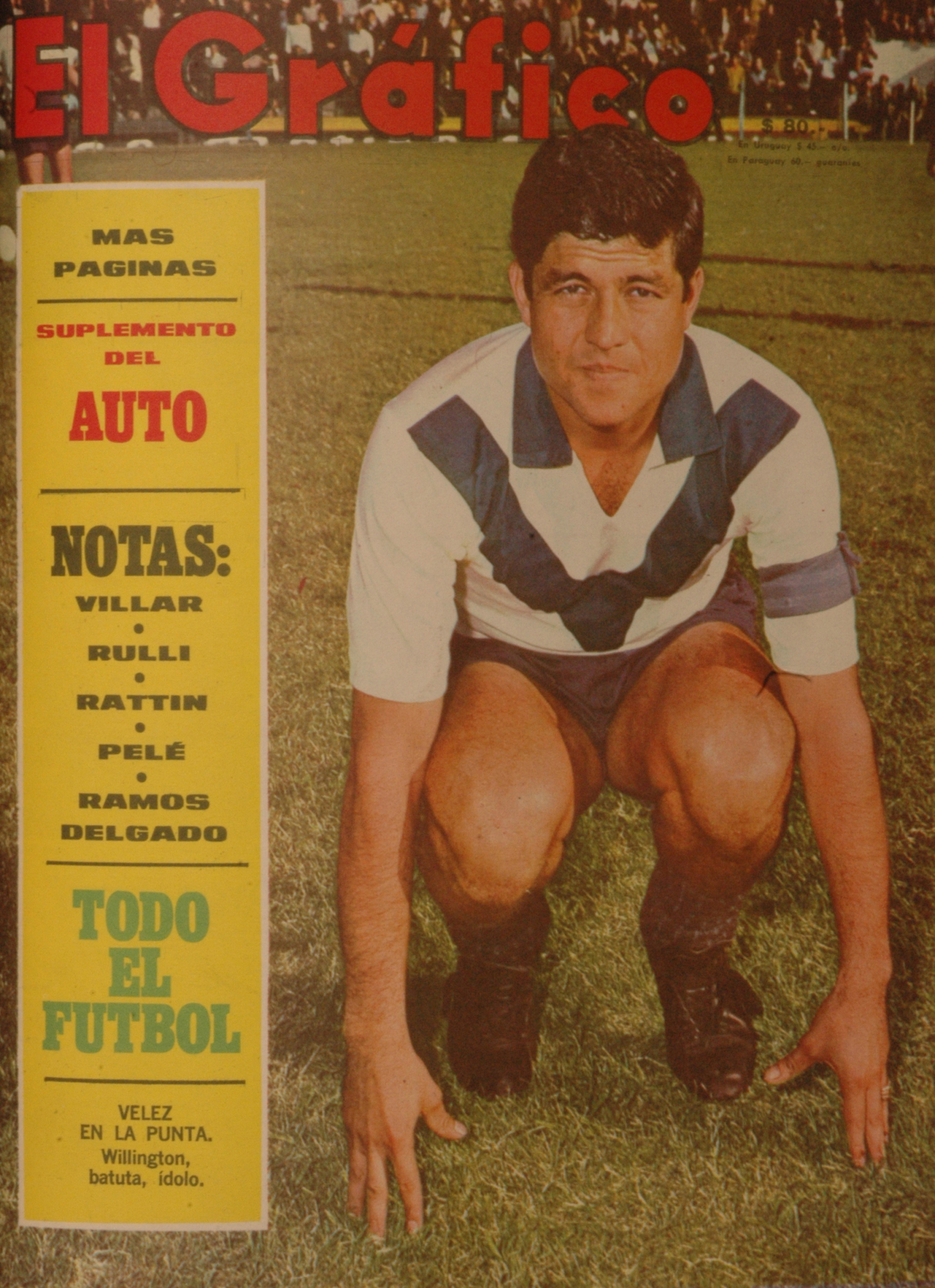
Foto de Willington na capa da revista esportiva argentina El Gráfico, em 1968

Daniel Alberto Willington (Santa Fé, Argentina, 1º de setembro de 1942) mais conhecido como Daniel Willington, é um ex-futebolista e ex-treinador argentino. 

## Biografia

### Jogador
Iniciou sua carreira profissional no Talleres da cidade argentina de Córdoba em 1958. Muito talentoso, era o chamado meia clássico, autor de vários golaços, foi para o Vélez Sársfield em 1962 e ajudou sua equipe a vencer seu histórico primeiro campeonato da divisão principal da Argentina em 1968. Depois disso, passou pela equipe mexicana Tiburones Rojos, em 1972, voltando nesse mesmo ano para a Argentina para jogar no Huracán. No ano seguinte, foi para Instituto de Córdoba e nessa mesma temporada voltou ao Talleres. Em 1977, retornou ao Vélez onde ficou até 1978, quando encerrou a carreira de jogador.

### Treinador
Em 1987, tornou-se técnico do Vélez Sársfield, quando foi treinar o Instituto de Córdoba em 1988, retornado ao Vélez nesse mesmo ano e permanecendo até 1989. Em 1994, foi técnico do Talleres e foi campeão da Primera B Nacional, a segunda divisão do Campeonato Argentino na temporada 1993-1994. Voltou a treinar o Talleres em 2005. Atualmente está aposentado.  

### Seleção Argentina
Pela Seleção Argentina disputou seis partidas e marcou um gol.

## Homenagem
Em 14 de dezembro de 2018, como parte das comemorações do 50 anos da conquista do Campeonato Nacional de 1968, Daniel Willington foi homenageado com a inauguração de sua estátua pelo Vélez Sarsfield.

## Títulos

### Jogador
Vélez Sársfield
- Campeonato Argentino: 1968 (Nacional)

Talleres
- Copa Hermandad: 1977

Seleção Argentina
- Taça das Nações: 1964

### Técnico
Talleres
- Campeonato Argentino: 1993-1994 (Primera B Nacional)